# Hazlehurst (Mississippi)
Hazlehurst is een plaats (city) in de Amerikaanse staat Mississippi, en valt bestuurlijk gezien onder Copiah County.

## Demografie
Bij de volkstelling in 2000 werd het aantal inwoners vastgesteld op 4400.
In 2006 is het aantal inwoners door het United States Census Bureau geschat op 4374, een daling van 26 (-0.6%).

## Geografie
Volgens het United States Census Bureau beslaat de plaats een oppervlakte van
11,4 km², waarvan 11,3 km² land en 0,1 km² water. Hazlehurst ligt op ongeveer 134 m boven zeeniveau.

## Plaatsen in de nabije omgeving
De onderstaande figuur toont nabijgelegen plaatsen in een straal van 28 km rond Hazlehurst.

## Geboren in Hazlehurst
- Robert Johnson (1911-1938), bluesartiest